# Риба Франкенштейна
«Риба Франкенштейна» (англ. Frankenfish) — американський фільм жахів 2004 року режисера Марка Діппе. Заснований на реальному інциденті зі змієголовом у ставку міста Крофтон (штат Меріленд). «Риба Франкенштейна» є одним із трьох фільмів, заснованих на цьому випадку, інші — «Прокляття мертвого озера» та «Зграя змієголова».

## Сюжет
Рибалку Джона Кренктона вбиває невідома тварина. Наступного дня судово-медичний експерт Сем Ріверс і біолог Мері Каллаган вирушають в затоку, щоб розслідувати таємничу смерть Джона. Оскільки Сем виріс у цьому районі, йому комфортно, а Мері — ні. У болотних каналах вони знаходять Елмера, який голими руками полює на сома. Разом з Елмером Сем і Мері подорожують вгору по річці до рибальської громади. Вони зустрічають Глорію та Елізу Кренктон, дружину та дочку Джона. Бойфренд Елізи Ден також живе в будинку. Глорія пояснює, що три місяці тому після урагану вгору по річці змило дивний човен, і відтоді почали творитися дивні речі.
Сем і Мері знаходять великий рибальський човен на березі каналу. Вони досліджують інтер'єр, поки Елмер чекає в човні зовні. У трюмі вони знаходять останки екіпажу. Елмер випадково падає з човна, і щось тягне його вниз. Сем і Мері тікають у човні, не знаючи, що вони запустили сигнал самонаведення на кораблі. На материку команда передає інформацію своєму роботодавцю Джеффу, багатому мисливцю за головами.
Пізніше тієї ночі Роланд чує звуки, перебуваючи на даху свого плавучого будинку. Він нахиляється через край, і невидима риба підстрибує й обезголовлює його. Його дружина Боббі намагається втекти з плавучого будинку на невеликому човні, але велетенська риба викидає її та вбиває. Налякана група намагається втекти на човнах, але риба їх знищує. Намагаючись придумати план втечі, Еліза підбирається до будинку Роланда та Боббі, щоб спробувати запустити його, щоб втекти. Однак плавучий будинок не працює. На сусідньому будинку на палях Рікардо рибалить, використовуючи цілого сома, і йому вдається підсадити рибу. Приблизно розміром із дорослу людину, риба може дихати повітрям і стрибає вперед, відкусуючи ноги Рікардо. Рікардо вдається вбити його пострілом з рушниці в голову. З помсти він вириває його серце і смажить його як шашлик. Коли він робить свій перший укус, друга риба-франкенштейн вистрибує з води і пожирає його.
Поки всі панікують, Мері заявляє, що має ідею, як вибратися з плавучого будинку. Перш ніж вона встигає пояснити, її вбивають випадковим пострілом через вибух. Пожежа підштовхує бак з пропаном до елінгу, викликаючи вибух, який відкидає Елізу у воду. Сем пірнає і рятує її. Одночасно риба вистрибує з води і відкушує ноги Глорії. Риба починає атакувати будинок, пробиваючи в ньому отвори, щоб вони тонули.
Джефф і його команда прибувають, і риба також нападає на них, вибиваючи їх із глісера. Вони швидко пливуть до безпечних будинків на палях. Джефф пояснює, що ці риби є змієголовами, модифікованими за допомогою генної інженерії. Сем, Еліза та Ден не мають іншого вибору, окрім як приєднатися до Джеффа у переслідуванні риби, навіть після того, як більшість його команди вбито.
Екіпаж йде за кривавим слідом до лігва риби та виявляє, що риба мертва. Під дулом зброї Джефф змушує Сема увійти першим. Сем тікає з лігва, оскільки позаду нього третя, набагато більша франкен-риба вбиває двох мисливців, у тому числі Джеффа. Ден, Сем і Еліза швидко відпливають на човні, переслідувані рибою. Ден падає з човна під час погоні, але піднімається у багнюці. Розуміючи, що вони не можуть випередити рибу, Сем підганяє човен із вентилятором на пеньок і збиває захисну обшивку вентилятора. Не маючи змоги уповільнити свій імпульс, риба кидається у обертові лопаті та гине. Сем і Еліза цілуються і повертаються тим шляхом, яким прийшли за Деном. Однак, коли Ден потрапив у мул, на нього нападають десятки дитинчат риби-франкенштейна.

## Акторський склад
- Торі Кіттлз — Сем Ріверс
- Карен Деніз Оберт — Еліза
- Чайна Чоу — Мері Каллаган
- Метью Раух — Ден
- Донна Біско — Глорія Кренктон
- Томас Арана — Джефф
- Марк Бун молодший — Джозеф
- Реджі Лі — Антон
- Ноель Еванс — Боббі
- Річард Едсон — Роланд
- Муза Вотсон — Елмер
- Стів Ріці — пілот
- Рон Ґурал — коронер/шериф
- Юджин Кольєр — Джон Кренктон
- Шон Паттерсон — Абрамс
- Рауль Трухільо — Рікардо
- Марко Сент-Джон — шеф